# Герби адміністративних одиниць Франції

## Метрополія

### Аквітанія

Герб регіону Аквітанія

Герб департаменту Атлантичні Піренеї
Герб департаменту Дордонь
Герб департаменту Жиронда
Герб департаменту Ланди
Герб департаменту Лот і Гаронна

### Бретань

Герб регіону Бретань

Герб департаменту Іль і Вілен
Герб департаменту Кот-д'Армор
Герб департаменту Морбіан
Герб департаменту Фіністер

### Бургундія

Герб регіону Бургундія

Герб департаменту Йонна
Герб департаменту Кот-д'Ор
Герб департаменту Ньєвр
Герб департаменту Сона і Луара

### Верхня Нормандія

Герб регіону Верхня Нормандія

Герб департаменту Ер
Герб департаменту Приморська Сена

### Ельзас

Герб регіону Ельзас

Герб департаменту Верхній Рейн
Герб департаменту Нижній Рейн

### Іль-де-Франс

Герб регіону Іль-де-Франс

Герб департаменту Валь-де-Марн
Герб департаменту Валь-д'Уаз
Герб департаменту Ессонн
Герб департаменту Івлін
Герб департаменту О-де-Сен
Герб департаменту Париж
Герб департаменту Сена і Марна
Герб департаменту Сена-Сен-Дені

### Корсика

Герб регіону Корсика

Герб департаменту Верхня Корсика
Герб департаменту Південна Корсика

### Лангедок-Русійон

Герб регіону Лангедок-Русійон

Герб департаменту Гар
Герб департаменту Еро
Герб департаменту Лозер
Герб департаменту Од
Герб департаменту Східні Піренеї

### Лімузен

Герб регіону Лімузен

Герб департаменту Верхня В'єнна
Герб департаменту Коррез
Герб департаменту Крез

### Лотарингія

Герб регіону Лотарингія

Герб департаменту Вогези
Герб департаменту Мез
Герб департаменту Мерт і Мозель
Герб департаменту Мозель

### Нижня Нормандія

Герб регіону Нижня Нормандія

Герб департаменту Кальвадос
Герб департаменту Манш
Герб департаменту Орн

### Нор-Па-де-Кале

Герб регіону Нор-Па-де-Кале

Герб департаменту Нор
Герб департаменту Па-де-Кале

### Овернь

Герб регіону Овернь

Герб департаменту Альє
Герб департаменту Верхня Луара
Герб департаменту Канталь
Герб департаменту Пюї-де-Дом

### Пеї-де-ла-Луар

Герб регіону Пеї-де-ла-Луар

Герб департаменту Атлантична Луара
Герб департаменту Вандея
Герб департаменту Майєнн
Герб департаменту Мен і Луара
Герб департаменту Сарта

### Південь-Піренеї

Герб регіону Південь-Піренеї

Герб департаменту Аверон
Герб департаменту Ар'єж
Герб департаменту Верхні Піренеї
Герб департаменту Верхня Гаронна
Герб департаменту Жер
Герб департаменту Лот
Герб департаменту Тарн
Герб департаменту Тарн і Гаронна

### Пікардія

Герб регіону Пікардія

Герб департаменту Ена
Герб департаменту Сомма
Герб департаменту Уаза

### Прованс — Альпи — Лазурний Берег

Герб регіону Прованс — Альпи — Лазурний Берег

Герб департаменту Альпи Верхнього Провансу
Герб департаменту Буш-дю-Рон
Герб департаменту Вар
Герб департаменту Верхні Альпи
Герб департаменту Воклюз
Герб департаменту Приморські Альпи

### Пуату-Шарант

Герб регіону Пуату-Шарант

Герб департаменту В'єнна
Герб департаменту Де-Севр
Герб департаменту Приморська Шаранта
Герб департаменту Шаранта

### Рона-Альпи

Герб регіону Рона-Альпи

Герб департаменту Ардеш
Герб департаменту Верхня Савойя
Герб департаменту Дром
Герб департаменту Ен
Герб департаменту Ізер
Герб департаменту Луара
Герб департаменту Рона
Герб департаменту Савойя

### Франш-Конте

Герб регіону Франш-Конте

Герб департаменту Ду
Герб департаменту Верхня Сона
Герб департаменту Жура
Герб департаменту Територія Бельфор

### Центр — Долина Луари

Герб регіону Центр — Долина Луари

Герб департаменту Ендр
Герб департаменту Ендр і Луара
Герб департаменту Ер і Луар
Герб департаменту Луар і Шер
Герб департаменту Луаре
Герб департаменту Шер

### Шампань-Арденни

Герб регіону Шампань-Арденни

Герб департаменту Арденни
Герб департаменту Верхня Марна
Герб департаменту Марна
Герб департаменту Об

## Заморські департаменти

Герб Гваделупи
Герб Майотти
Герб Мартиніки
Герб Реюньйона
Герб Французької Гвіани

## Інші заморські території

Герб Волліс і Футуни
Герб Нової Каледонії
Герб Сен-Бартельмі
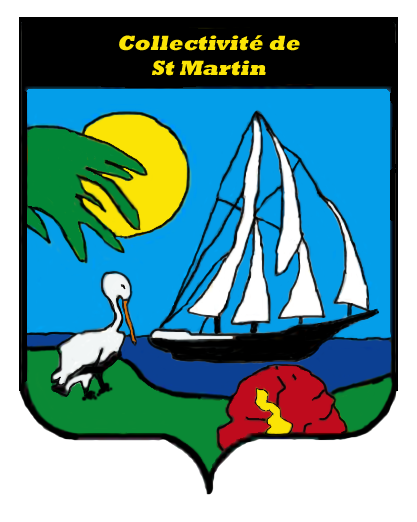
Герб Сен-Мартена
Герб Сен-П'єр і Мікелона
Герб Французької Полінезії
Герб Французьких Південних і Антарктичних територій